# Garrett, Indiana
Garrett är en stad (city) i DeKalb County, i delstaten Indiana, USA. Enligt United States Census Bureau har staden en folkmängd på 6 323 invånare (2011) och en landarea på 10 km².